# 第1戦車団 (日本軍)
第1戦車団（だいいちせんしゃだん）は、大日本帝国陸軍の戦車部隊（団）である。
ノモンハン事件で日本軍の中核たる機甲部隊として、臨時に編成された。戦車部隊2個連隊を中核とし戦車第3連隊と戦車第4連隊から成立する部隊であった。歩兵砲兵と戦車部隊との比率やバランスが取れないまま実戦に投入された。結果的にソ連軍戦車部隊にかなりのダメージを与えたものの、自らも半数の兵力と戦車第3連隊長を失った。この後、機甲戦力の全滅を懸念した関東軍の命により前線から引き上げられることとなった。

## 歴代団長
- 安岡正臣 中将：1938年3月1日 - 1939年8月1日[1]
- 木村民蔵 少将：1939年8月1日 - 1940年12月2日[2]
- 岩仲義治 少将：1940年12月2日 - 1941年12月5日[3]
- 山田国太郎 少将：1941年12月5日 - 1942年4月1日[4]